# دارلييس بيريز
دارلييس بيريز (بالإسبانية: Darley Pérez) مواليد 14 سبتمبر 1983 في إدارة أنتيوكيا، كولومبيا، هو ملاكم محترف كولومبي يصنف ضمن فئة الوزن الخفيف بدأ مسيرته الاحترافية سنة 2009. شارك في دورة الألعاب الأولمبية الصيفية سنة 2008.

## المسيرة الاحترافية
من نزالاته:
- خسر أمام يوريوركيس غامبوا (13-06-2013).

## إحصائيات
خاض خلال مسيرته 37 نزالا، فاز في 33 وتعادل في 2 وخسر في 2. فاز بالضربة القاضية في 20 نزالا.

## روابط خارجية
- دارلييس بيريز على موقع بوكس ريك (الإنجليزية) (registration required)
- دارلييس بيريز على موقع اللجنة الأولمبية الدولية (الإنجليزية)
- دارلييس بيريز على موقع أوليمبيديا (الإنجليزية)